# Peregrín Guerra Chuliá
Peregrín Guerra Chuliá (València, c. 1891 o 1892) va ser un polític i sindicalista valencià.

## Biografia
De professió va ser cap d'administració local, arribant a treballar a l'ajuntament de València. Membre del PSOE, també va estar afiliat a la Societat d'oficis diversos de la UGT a València. Arribaria a ser vicepresident de l'Agrupació socialista de València. Després de l'esclat de la Guerra civil va passar a formar part del comissariat polític de l'Exèrcit Popular de la República. Arribaria a exercir com a comissari polític de la 58a Brigada Mixta i, posteriorment, del VII Cos d'Exèrcit.
Després del final de la contesa va marxar a l'exili, instal·lant-se a França. Posteriorment es va traslladar a Mèxic, on va arribar en 1942 a bord del Nyassa. El gener de 1952 va ser un dels signants del manifest pel qual es constituïa l'«Agrupació de Socialistes Espanyols. Secció Mèxic», presidida per Ignasi Ferretjans Sanjuan.